# アイリス (絵画)

アイリス、1889年、油彩、71.1×93cm、ゲティ・センター蔵

アイリスとは、1889年にフィンセント・ファン・ゴッホによって描かれた絵画。油彩。
ゴッホは花のアイリスをテーマに複数の絵を描いているが、サン＝レミ＝ド＝プロヴァンスの療養所に入所してすぐに描いたのが本作品とされる。1889年5月にパリでアンデパンダン展に出品された。
ロサンゼルス、ゲティ・センター蔵。